# Thomas Morong
Thomas Morong, né le 15 avril 1827 à Cahawba et mort le 26 avril 1894 à Ashland, est un botaniste américain.